# Voile aux Jeux olympiques d'été de 2016 - Laser hommes
Navigation
Londres 2012 Tokyo 2020
Pour un article plus général, voir Voile aux Jeux olympiques d'été de 2016.
L'épreuve de Laser hommes des Jeux olympiques d'été de 2016 a lieu du 8 au 15 août à Rio de Janeiro.
Les régates se déroulent à Marina da Glória, à Glória, dans la baie de Guanabara.

## Programme
| 8 août            | 9 août            | 10 août           | 11 août | 12 août           | 13 août            | 14 août | 15 août              |
| ----------------- | ----------------- | ----------------- | ------- | ----------------- | ------------------ | ------- | -------------------- |
| Course 1 Course 2 | Course 3 Course 4 | Course 5 Course 6 | Repos   | Course 7 Course 8 | Course 9 Course 10 | Repos   | Course à la médaille |

## Course à la médaille
Après 10 courses, les 10 meilleurs des 46 participants sont qualifiés pour la course à la médaille.
Le classement est effectué sur les 9 meilleures courses.
| Rang                                | Athlète                  | Courses | Courses | Courses | Courses | Courses | Courses | Courses | Courses | Courses | Courses | Total | Course à la médaille | Total final |
| ----------------------------------- | ------------------------ | ------- | ------- | ------- | ------- | ------- | ------- | ------- | ------- | ------- | ------- | ----- | -------------------- | ----------- |
| Médaille d'or, Jeux olympiques      | Tom Burton               | 17      | 8       | 2       | 10      | 9       | 14      | 7       | 2       | 11      | 4       | 67    | 6                    | 73          |
| Médaille d'argent, Jeux olympiques  | Tonči Stipanović         | 1       | 5       | 7       | 12      | 6       | 7       | 28      | 9       | 7       | 3       | 57    | 18                   | 75          |
| Médaille de bronze, Jeux olympiques | Sam Meech                | 19      | 3       | 5       | 6       | 14      | 17      | 13      | 6       | 12      | 1       | 77    | 8                    | 85          |
| 4                                   | Robert Scheidt           | 23      | 1       | 27      | 4       | 11      | 2       | 4       | 5       | 26      | 11      | 87    | 2                    | 89          |
| 5                                   | Jean-Baptiste Bernaz     | 11      | 10      | 4       | 17      | 5       | 47      | 3       | 15      | 19      | 2       | 86    | 4                    | 90          |
| 6                                   | Nick Thompson            | 8       | 17      | 9       | 12      | 2       | 1       | 24      | 7       | 6       | 22      | 87    | 16                   | 103         |
| 7                                   | Pavlos Kontides          | 18      | 14      | 3       | 7       | 16      | 25      | 18      | 17      | 3       | 7       | 92    | 12                   | 104         |
| 8                                   | Juan Ignacio Maegli      | 18      | 14      | 3       | 7       | 16      | 25      | 18      | 17      | 3       | 7       | 103   | 14                   | 117         |
| 9                                   | Rutger van Schaardenburg | 3       | 21      | 24      | 8       | 1       | 4       | 22      | 4       | 21      | 24      | 108   | 10                   | 118         |
| 10                                  | Julio Alsogaray          | 4       | 2       | 14      | 1       | 24      | 47      | 12      | 16      | 14      | 20      | 107   | 22                   | 129         |

## Médaillés
| Or         | Argent           | Bronze    |
| Tom Burton | Tonči Stipanović | Sam Meech |